# All Nepal Football Association
Die All Nepal Football Association (ANFA) ist der Dachverband des nepalesischen Fußballs. Er wurde 1951 gegründet, trat 1971 dem AFC und 1972 der FIFA bei. Im Verantwortungsbereich der ANFA liegen sowohl die Nationalmannschaften der Damen und der Herren, dem Betreiben von drei nationalen Fußballligen und der Förderung des Fußballs im Breitensport.

## Breitensport
Der Fußball als Sport musste in Nepal von Grund auf aufgebaut werden. Daher legte die ANFA von Beginn an Wert auf die Förderung des Breitensports. Ab 2018 führte der Verband in 45 Distrikten Nepals ein Programm zu Förderung des Fußballs als Breitensport mit dem Namen Grassroots ein. mit dem Ziel, Kinder im Alter von 6 bis 12 Jahren für den Fußball zu gewinnen, zu begeistern und einzubeziehen. Dabei soll „Partizipation basierend auf Interesse – nicht Können“ gefordert werden. Kinder und Jugendliche sollen nicht zum Fußball gezwungen, sondern zugelassen werden.

## Profifußball
Gleichzeitig treibt die All Nepal Football Association die Professionalisierung des nepalesischen Fußballs voran. Neben dem drei Profiligen A-Division, B-Division und C-Division, sowie den Nationalmannschaften der Männer und Frauen, fördert die ANFA die Ausbildung und Fortbildung von Menschen, um sie für einen Job im Management des Profifußballs zu qualifizieren.

## Distrikt-Mitglieder
Aktuell sind 47 Distrikte Nepals Mitglied in der ANFA. Dies unter anderem auch an dem vorherrschenden politischen System, das Teile der Bevölkerung unterdrückt und daran, dass ein starkes Gefälle zwischen urbanem und ländlichem Raum besteht. Mitglieder der ANFA sind:
| Baglung   | Gorkha     | Mahottari  | Sarlahi        |
| Banke     | Ilam       | Makawanpur | Shankhuwasabha |
| Bara      | Jhapa      | Manang     | Sindhuli       |
| Bardiya   | Jumla      | Morang     | Sindhupalchowk |
| Bhaktapur | Kailali    | Nawalpur   | Siraha         |
| Bhojpur   | Kanchanpur | Nuwakot    | Sunsari        |
| Chitwan   | Kaski      | Palpa      | Surkhet        |
| Dang      | Kathmandu  | Panchthar  | Syangja        |
| Dhading   | Kavre      | Parsa      | Tanahun        |
| Dhankuta  | Khotang    | Rautahat   | Taplejung      |
| Dhanusa   | Lalitpur   | Rupandehi  | Udayapur       |
| Dolakha   | Lamjung    | Saptari    |                |